# باب المهر (المفتاح)

تعديل مصدري - تعديل

باب المهر هي إحدى قرى عزلة الجبر الاعلى بمديرية المفتاح التابعة لمحافظة حجة، بلغ تعداد سكانها 361 نسمة حسب تعداد اليمن لعام 2004.